# Love Machine (Morning Musume)
Love Machine (LOVEマシーン) è un brano musicale del gruppo femminile giapponese Morning Musume, pubblicato nel 1999 come singolo estratto dall'album 3rd: Love Paradise.

## Tracce
1. Love Machine (Loveマシーン) - 5:02
2. 21 Seiki (21世紀) - 4:45
3. Love Machine (Instrumental) (Loveマシーン (Instrumental)) - 5:01